# كيكي (لاعب كرة قدم)
كيكي (بالإسبانية: Kike Márquez)‏ هو لاعب كرة قدم إسباني في مركز نصف الجناح، ولد في 23 يوليو 1989 في شلوقة في إسبانيا. لعب مع راسينغ فيرول وريكرياتيفو ونادي قادش.

## وصلات خارجية
- كيكي (لاعب كرة قدم) على موقع قاعدة بيانات كرة القدم.إي يو (الإنجليزية)
- كيكي (لاعب كرة قدم) على موقع Soccerway.com (الإنجليزية)
- كيكي (لاعب كرة قدم) على موقع AS.com (الإسبانية)